# براندون ميشيل
براندون ميشيل (28 يناير 1993 في بلجيكا - ) هو لاعب كرة قدم بلجيكي في مركز الدفاع. شارك مع منتخب بلجيكا تحت 21 سنة لكرة القدم. أما مع النوادي، فقد لعب مع نادي كلوب بروج.

## روابط خارجية
- براندون ميشيل على موقع الاتحاد الدولي (مؤرشف)  (الإنجليزية)
- براندون ميشيل على موقع الاتحاد الأوربي (الإنجليزية)
- براندون ميشيل على موقع الاتحاد البلجيكي (الإنجليزية)
- براندون ميشيل على موقع إي إس بي إن إف سي (الإنجليزية)
- براندون ميشيل على موقع قاعدة بيانات كرة القدم.إي يو (الإنجليزية)
- براندون ميشيل على موقع ناشيونال فوتبول تيمز (الإنجليزية)
- براندون ميشيل على موقع Soccerbase.com (لاعب) (الإنجليزية)
- براندون ميشيل على موقع Soccerway.com (الإنجليزية)
- براندون ميشيل على موقع عالم كرة القدم.نت (الإنجليزية)
- براندون ميشيل على موقع AS.com (الإسبانية)